# Sarıkaya (Yozgat)
Sarıkaya ist eine Stadt und Hauptort des gleichnamigen Landkreises in der türkischen Provinz Yozgat. Der Ort liegt etwa 60 Kilometer südöstlich der Provinzhauptstadt Yozgat und hieß früher Terzilli.

## Landkreis
Der Landkreis liegt im Zentrum der Provinz. Er grenzt im Nordwesten an den Landkreis Sorgun, im Norden an den Kreis Saraykent, im Nordosten an den Kreis Akdağmadeni, im Südosten an den Kreis Çayıralan, im Süden an den Kreis Boğazlıyan und im Westen auf weniger als einem Kilometer an den zentralen Landkreis. Die Straße D-805 verbindet Sarıkaya mit Sorgun im Nordwesten und Boğazlıyan im Süden. Etwa sechs Kilometer nördlich der Kreisstadt fließt von Osten nach Westen der Fluss Kanak Çayı durch den Kreis. Zwölf Kilometer nordöstlich von Sarıkaya liegt der Stausee Koçcağız Barajı, im äußersten Norden der Doğankent Göleti. Erwähnenswerte Erhebungen sind der İnce Tepe mit 1349 Metern und der Bambal Tepesi mit 1694 Metern im Süden sowie der Terzili Tepesi mit 1147 Metern nordwestlich des Hauptortes.

Der Landkreis wurde 1957 vom Kreis Boğazlıyan abgespalten und gliedert sich in die Kreisstadt (1957 zur Belediye erhoben) und die Gemeinde (Belediye) Karayakup mit 1.743 Einwohnern. Des Weiteren existieren im Landkreis noch 56 Dörfer (Köy) mit insgesamt 13.226 Einwohnern (40 Prozent der Landkreisbevölkerung). Die durchschnittliche Dorfgröße beträgt jeweils 236 Einwohner, nur Babayağmur hat mehr als 1000 Einwohner (1089). Das Dorf Köprücek wurde 2018 ein Mahalle (Stadtviertel) der Kreisstadt.
Mit einer Bevölkerungsdichte von 32,4 Einw. je km² liegt der Landkreis leicht über dem Provinzwert, der städtische Bevölkerungsanteil liegt bei 65,3 Prozent.

## Persönlichkeiten
- Kaan Kanak (* 1990), türkischer Fußballspieler